# حقوق عمومی و اداری
حقوق عمومی و اداری کتابی از زین العابدین شیدفر است که در سال ۱۳۳۶ منتشر و برندهٔ جایزه کتاب سال سلطنتی شد.